# Nataly Chilet
Nataly Nadeska Chilet Bustamante (Santiago, 10 de julio de 1985) es una periodista, presentadora de televisión y modelo chilena.
Chilet fue elegida Miss Chile en 2008. Ese mismo año debutó en Morandé con compañía como coanimadora. Más tarde se dedicó a la conducción en Zona Latina, donde por cuatro años condujo el matinal Sabores.
Desde 2016 hasta 2019 fue panelista de Intrusos de La Red.

## Carrera
Nataly Chilet Bustamante Nació en Santiago el 10 de julio de 1985.
A los 20 años fue elegida Miss Tierra Chile para Miss Tierra 2005, resultando finalista en el concurso internacional en Manila (Filipinas), obteniendo el título de Miss Fotogénica. En 2007, fue finalista en el certamen Miss Continente Americano de ese año, realizado en Guayaquil, Ecuador. En julio de 2008, fue seleccionada por Chileancharm en representación de la organización Miss World Chile. Nataly representó a Chile en la final internacional en Johannesburgo (Sudáfrica) en noviembre de ese año.

### Miss Mundo 2008
Nataly fue preparada por la agencia MissModel a través de un entrenador personal, con ensayos de pasarela y modelaje. Diseñadores chilenos prepararon su vestuario para las distintas competencias de la final internacional, que incluyó un diseño exclusivo del colombiano Alfredo Barraza. 
Como Miss Chile, en octubre de 2009 participó en el concurso Reina Hispanoamericana 2009, que se realizó en Santa Cruz (Bolivia), donde obtuvo el título de Miss Rostro.

### Últimos años
En junio de 2010 fue escogida por la Federación Internacional de Fútbol Asociado (FIFA), a través de la Organización Miss Mundo y Chileancharm, para acompañar a la selección chilena en la Copa Mundial de Fútbol de 2010. Al encuentro deportivo viajaron representantes de la belleza de los 32 países clasificados al mayor evento futbolístico del planeta.

### "World Cup of Women" Sudáfrica 2010
Se adjudicó el título "World Cup of Women" a la representante más bella del Mundial de Fútbol de Sudáfrica 2010. La madrina de La Roja se impuso en las votaciones del sitio web del diario canadiense The Province, con 9272 votos en la final a la inglesa Kelly Brook, que alcanzó 1224 votos.

### Televisión
Desde 2008, comenzó a participar en el programa de Mega Morandé con compañía, en donde estaba a cargo de hacer las menciones publicitarias junto al conductor Kike Morandé.
El 27 de noviembre de 2010, debutó como conductora de televisión del programa Zona de estrellas del canal de cable Zona Latina, donde tiene la misión de entrevistar a un invitado, quien además programará sus videos musicales favoritos. Al año siguiente, se retira del programa de Mega y solo sigue en el cable.
Desde abril de 2012 conduce el matinal de Zona Latina Sabores junto al chef Álvaro Lois, José Miguel Furnaro y Alejandra Quiroga.
El 31 de enero de 2016 dejó el canal de cable Zona Latina que fue un viernes negro, en marzo de este año después saldrá a la modelo chilena con la llegada de Jessica Abudinen en el programa Sabores y se une en el programa farandulero Intrusos de La Red a cargo de conducir a Alejandra Valle, programa que abandona a fines de mayo de 2019. Durante el 2021 se incorpora como participante del programa Master chef.